# The Boys (Fernsehserie)
The Boys ist eine US-amerikanische Superhelden-Fernsehserie, basierend auf dem gleichnamigen Comic von Garth Ennis und Darick Robertson. Sie feierte ihre Premiere am 26. Juli 2019 mit der Veröffentlichung der kompletten ersten Staffel bei Prime Video. Die zweite Staffel wurde, in den meisten Regionen, zwischen dem 4. September und 9. Oktober 2020 veröffentlicht. Im Juli 2020 wurde die Serie vorzeitig um eine dritte Staffel verlängert, die im Sommer 2022 veröffentlicht wurde. Im Juni 2022 wurde die Serie um eine vierte Staffel verlängert, die im Sommer 2024 veröffentlicht wurde.

## Handlung
The Boys spielt in einer Welt, in der Superhelden als Berühmtheiten gefeiert werden. Dabei handelt es sich jedoch um ein knallhartes Geschäft, hinter dem der mächtige Großkonzern Vought steckt, der es versteht, seine Helden zu inszenieren und zu vermarkten. Obwohl sie sich bemühen, in der Öffentlichkeit ein positives Image zu pflegen, sind viele Superhelden korrumpiert und missbrauchen ihre Kräfte. Es mangelt ihnen an Empathie und der Fähigkeit zum Krisenmanagement; tote oder verstümmelte Menschen betrachten sie lapidar als Kollateralschäden, privat frönen viele obskuren Perversionen.

### Staffel 1
Verkäufer Hughie Campbell, ein gewöhnlicher junger Mann, verliert auf brutale Art seine Freundin Robin durch einen tödlichen Fehler von A-Train, einem Superhelden mit superschnellen Fähigkeiten. Nach diesem traumatischen Ereignis wird Hughie von Billy Butcher rekrutiert. Butcher ist der Anführer von „The Boys“, einer Gruppe, die gegen die korrupten Superhelden kämpft. Butcher verfolgt eine persönliche Vendetta gegen Homelander, den mächtigsten Superhelden, weil er glaubt, dass Homelander seine Frau Becca vergewaltigt und getötet hat. Parallel dazu wird Annie January, auch bekannt als Starlight, als neuer Superheld in die Seven, eine Elitegruppe von Superhelden unter Vought, aufgenommen. Annie erkennt schnell die Korruption innerhalb der Organisation und kämpft mit ihren moralischen Werten, während sie sich an die dunklen Realitäten der Superheldenwelt anpasst. Sie entwickelt eine romantische Beziehung zu Hughie, was die Komplexität ihrer Situation noch verstärkt. Die Boys setzen alles daran, die illegalen und unmoralischen Aktivitäten der Seven aufzudecken. Sie entdecken, dass Vought eine Substanz namens Compound V verwendet, um gewöhnliche Babys in Superhelden zu verwandeln. Diese Enthüllung zeigt, dass Superhelden nicht natürlich geboren, sondern künstlich geschaffen werden. Die Staffel kulminiert in einer explosiven Konfrontation zwischen den Boys und Homelander. Es wird enthüllt, dass Butchers Frau Becca noch lebt und einen Sohn von Homelander hat, was die persönliche Vendetta von Butcher weiter anheizt. Die erste Staffel endet mit vielen ungelösten Fragen und einem Cliffhanger, der die Bühne für die kommenden Konflikte und Entwicklungen in der zweiten Staffel bereitet. Homelander bleibt eine zentrale Bedrohung, während die Boys weiterhin nach Gerechtigkeit gegen die übermächtigen und korrupten Supes streben.

### Staffel 2
In der zweiten Staffel von The Boys intensivieren sich die Konflikte und die Handlung verdichtet sich weiter, während die Charaktere tiefere Einblicke in ihre persönlichen und moralischen Kämpfe erhalten. Nach den explosiven Ereignissen der ersten Staffel verstecken sich Hughie, Butcher und der Rest der Boys vor den Behörden, da sie als Terroristen gejagt werden. Butcher erfährt von seiner alten CIA-Vorgesetzten, Grace Mallory, dass seine Frau Becca lebt und Homelander ein Kind mit ihr hat. Diese Erkenntnis treibt ihn weiter an, gegen Vought und die Supes vorzugehen. Eine neue und äußerst mächtige Superheldin namens Stormfront wird in die Seven aufgenommen. Sie präsentiert sich zunächst als modern und aufgeschlossen, enthüllt jedoch bald ihre rassistischen und faschistischen Ansichten sowie ihr erstaunlich hohes Alter und ihre Beziehung zum Vought-Gründer. Stormfront wird zu einer gefährlichen Gegenspielerin, da sie sowohl politisch als auch physisch großen Einfluss hat. Homelander wird zunehmend unberechenbarer. Er versucht, eine Beziehung zu seinem Sohn Ryan aufzubauen, während er weiterhin seine Machtposition in den Seven festigt und seine eigene Marke der Gerechtigkeit durchsetzt. Die Boys decken schließlich öffentlich auf, dass Vought die Substanz Compound V verwendet, um Superhelden zu erschaffen, was weltweit für Aufruhr sorgt. Diese Enthüllung erschüttert das Vertrauen in Vought und die Seven erheblich. Starlights und Hughies Beziehung wird durch die ständige Gefahr und die Enthüllungen um Vought weiter belastet. Starlight arbeitet weiterhin verdeckt gegen Vought, während Hughie versucht, seinen Platz im Kampf gegen die Supes zu finden. Kimiko, eines der Mitglieder der Boys, kämpft mit ihrer eigenen Vergangenheit und ihrer Beziehung zu ihrem Bruder, der ebenfalls durch Compound V Kräfte erhalten hat. Queen Maeve beginnt, sich gegen Homelander zu stellen, nachdem ihre Freundin Elena bedroht wird. Sie schließt sich letztlich den Bemühungen an, Homelander und Vought zu stürzen. Die zweite Staffel gipfelt in einer heftigen Schlacht zwischen den Boys, den Seven und Stormfront. Stormfront wird schließlich besiegt, nachdem sie Ryan und Becca angreift. Ryan nutzt seine Kräfte, um Stormfront schwer zu verletzen, tötet dabei aber versehentlich seine Mutter Becca. Homelander wird durch die Ereignisse weiter destabilisiert, doch die Bedrohung durch ihn bleibt bestehen. Die zweite Staffel endet damit, dass die Boys zumindest vorübergehend rehabilitiert werden. Hughie beschließt, sich der Wahlkampagne von Victoria Neuman anzuschließen, einer scheinbar idealistischen Politikerin, die sich gegen Vought stellt. Es wird jedoch angedeutet, dass Neuman selbst eine Superheldin mit eigenen versteckten Agenden ist, was neue Herausforderungen für die nächste Staffel vorbereitet.

### Staffel 3
Die Staffel beginnt damit, dass die Boys nun legal für die Regierung arbeiten, unter der Leitung von Victoria Neuman, die sich als eine Superheldin mit eigenen Agenden herausstellt. Hughie arbeitet in Neumans Büro und ahnt nicht, dass sie eine Superheldin ist, die Köpfe explodieren lassen kann. Billy Butcher erhält von Mallory den Auftrag, einen alten Superhelden namens Soldier Boy aufzuspüren, der während des Kalten Krieges als Amerikanisches Symbol diente, aber angeblich gestorben ist. Butcher erhofft sich, Soldier Boy als Waffe gegen Homelander einzusetzen. Homelander, der zunehmend instabil wird, kämpft darum, seine Macht zu behalten und gleichzeitig seinen Sohn Ryan zurückzugewinnen, der nun unter Butchers Schutz steht. Währenddessen versucht Vought, das öffentliche Image von Homelander zu retten und neue Superhelden zu promoten. Eine neue Figur, Supersonic, tritt in den Vordergrund und wird Teil der Seven, doch seine wahre Loyalität bleibt unklar. Starlight, die immer mehr gegen Vought arbeitet, rekonstruiert ihre Beziehung zu Hughie und gemeinsam versuchen sie, die Korruption innerhalb von Vought aufzudecken. Die Suche nach Soldier Boy führt die Boys zu einer geheimen russischen Einrichtung, wo sie herausfinden, dass Soldier Boy tatsächlich noch lebt. Sie befreien ihn in der Hoffnung, dass er ihnen hilft, Homelander zu besiegen. Doch Soldier Boy erweist sich als unberechenbar und gewalttätig. In einem dramatischen Finale kommt es zu einem Showdown zwischen Soldier Boy, Homelander und den Boys. Soldier Boy wird letztendlich neutralisiert, aber der Kampf hinterlässt tiefe Wunden und neue Allianzen. Die Staffel endet mit mehreren Cliffhangern: Homelander, der nunmehr völlig außer Kontrolle ist, wird von seiner Anhängerschaft bejubelt, was seine Macht weiter festigt. Butcher entdeckt, dass er eine tödliche Krankheit hat, verursacht durch die temporäre Einnahme von Compound V.

### Staffel 4
Sechs Monate nach Soldier Boys Niederlage, arbeiten die Boys mit der CIA und dem Präsidentschaftskandidaten Robert Singer zusammen, um dessen Vize Neuman zu töten und zu verhindern, dass sie nach der erfolgreichen Präsidentschaftswahl die Regierung übernimmt. Gleichzeitig steht Neuman unter Druck von Seiten Homelanders, der seine Macht weiter festigen möchte. Butcher, der nur noch wenige Monate zu leben hat, hat sowohl Beccas Sohn Ryan als auch seine Position als Anführer von den Boys verloren. Der Rest des Teams ist von seinen Lügen und Alleingängen genervt. Die Boys arbeiten derweil an einem Virus, das sich gezielt gegen Superhelden richtet. Da es jedoch eine Pandemie auslösen könnte, die weltweit alle Superhelden töten könnte, zögern sie es einzusetzen. Sie rekrutieren A-Train, der ihnen wichtige Informationen über Homelander und die Seven gibt. Am Ende, nach der Präsidentschaftswahl tötet Butcher, der erneut temporär Compound V eingenommen hat, Neuman mithilfe seiner neuen Superkräfte und stiehlt das Virus. Singer wird verhaftet, da er mit den Boys gegen Neuman konspirierte, und der Sprecher des Repräsentantenhauses, Steven Calhoun, wird neuer Präsident. Er erklärt den Ausnahmezustand und stellt Homelander und dessen Superhelden unter staatliche Befugnisse. Homelander und der verbliebene Teil der Seven beginnen mit der Säuberung von Vought und machen Jagd auf vermeintliche oder tatsächliche Gegner in der Belegschaft. Der Rest von The Boys wird von Vought-Truppen gefangen, jedoch kann Annie entkommen. In der letzten Einstellung zeigt Calhoun Homelander, wo Soldier Boy festgehalten wird.

## Produktion
Die Comicvorlage erschien von 2006 bis 2012. Die ersten sechs Ausgaben wurden von Wildstorm, einem DC-Imprint, veröffentlicht, die restlichen erschienen beim Verlag Dynamite. Bereits im April 2016 kamen erste Berichte auf, dass Cinemax mit Eric Kripke als Drehbuchautor und den Regisseuren Seth Rogen und Evan Goldberg eine Fernsehserie als Adaption des Comics entwickeln wolle. Am 8. November 2017 gab Amazon Studios die Produktion einer Staffel mit acht Episoden bekannt. Als Ko-Produzenten wurden Sony Pictures Television und Original Films genannt.
Im April 2018 wurden Seth Rogen und Evan Goldberg aufgrund von Terminkonflikten durch Dan Trachtenberg als Regisseur der ersten Episode ersetzt. Die Hauptdreharbeiten für die erste Staffel begannen am 22. Mai 2018 in Toronto und endeten am 25. September 2018. Dem Zeichner Darick Robertson zufolge galt Simon Pegg als optische Vorlage für den Hughie Campbell der Comics. Da Pegg für diese Rolle mittlerweile zu alt war, wurde als Hommage an ihn die Rolle von Hughies Vater geschaffen und von Pegg übernommen.
Die Premiere der Serie fand am 26. Juli 2019 (in Zeitzonen UTC-12 bis UTC-6 bereits am Vortag) bei Prime Video mit der gleichzeitigen Veröffentlichung aller Folgen statt. Bereits vor der Veröffentlichung wurde im März 2019 eine zweite Staffel in Auftrag gegeben. Am 19. Juli 2019 wurde dabei Aya Cash für die Rolle der Nazi-Superheldin Stormfront bestätigt. Im Comic handelt es sich bei Stormfront um einen Mann, den ersten erschaffenen Superhelden überhaupt, als Ergebnis des nationalsozialistischen Übermenschenprogramms, und genetische Grundlage für Homelander. In der Vorlage Anführer des Teams Payback, (einer Avengers-Parodie). wurde für die Serie das Geschlecht gewechselt, um nach Angaben der Produzenten einen Kontrast und ein Zusammenspiel zwischen Stormfront und Homelander zu ermöglichen, während beide sich im Comic nie begegnen. In der dritten Staffel verkörpert Charlize Theron Stormfront in einem Cameo-Auftritt.
Die ersten drei Folgen der achtteiligen zweiten Staffel waren ab dem 4. September 2020 auf Prime Video verfügbar, die restlichen fünf Episoden wurden wöchentlich bis zum 9. Oktober 2020 veröffentlicht. Im Juli 2020 wurde die Serie vorzeitig um eine dritte Staffel verlängert. Am 19. August 2020 wurde bekannt, dass Supernatural-Star Jensen Ackles die Rolle des Soldier Boy in der dritten Staffel übernehmen wird. Bereits im März 2022 bestätigte Billy-Butcher-Darsteller Karl Urban, dass er im Herbst für eine vierte Staffel vor der Kamera stehen werde; im Juni 2022 bestätigte Amazon offiziell die Entstehung der vierten Staffel. Im August 2022 wurde das Mitwirken von Jeffrey Dean Morgan angekündigt. Darüber hinaus schlossen sich auch Rosemarie DeWitt, Rob Benedict und Elliot Knight der Besetzung der vierten Staffel an. Noch vor der Ausstrahlung wurde The Boys im Mai 2024 vorzeitig um eine fünfte Staffel verlängert, diese ist zugleich die letzte.

## Besetzung und Synchronisation
Die deutsche Synchronfassung entsteht bei der Arena Synchron GmbH, Berlin, mit Dialogbüchern von Christian Kähler unter Dialogregie von Olaf Reichmann.
In der Kategorie „Beste Dramaserie“ gewann die Produktion 2020 den Deutschen Synchronpreis.

| Rolle                                 | Schauspieler            | Bild              | Hauptrolle       | Nebenrolle                                         | Synchronsprecher                                                                            |
| The Boys                              | The Boys                | The Boys          | The Boys         | The Boys                                           | The Boys                                                                                    |
| ------------------------------------- | ----------------------- | ----------------- | ---------------- | -------------------------------------------------- | ------------------------------------------------------------------------------------------- |
| William „Billy“ Butcher               | Karl Urban              |                   | 1.01–            |                                                    | Tobias Kluckert                                                                             |
| Hugh „Hughie“ Campbell Jr.            | Jack Quaid              |                   | 1.01–            |                                                    | Patrick Baehr                                                                               |
| Annie January / Starlight             | Erin Moriarty           |                   | 1.01–            |                                                    | Victoria Frenz                                                                              |
| Serge / Frenchie                      | Tomer Kapon             |                   | 1.02–            |                                                    | Julien Haggège                                                                              |
| Marvin T. „Mother’s“ Milk (MM)        | Laz Alonso              |                   | 1.03–            |                                                    | Matti Klemm                                                                                 |
| Kimiko Miyashiro / Das Weibchen       | Karen Fukuhara          |                   | 1.04–            |                                                    | Franziska van der Heide (Staffel 1) Bianca Warnek (Staffel 2–3) Luisa Wietzorek (Staffel 4) |
| Grace Mallory                         | Laila Robins            |                   |                  | 1.07–1.08, 2.02–2.04, 2.06–3.03, 3.08–4.01, 4.08   | Liane Rudolph                                                                               |
| Grace Mallory                         | Sarah Swire             |                   |                  | 3.03                                               | Jessica Rust                                                                                |
| Die Seven (The Seven)                 |                         |                   |                  |                                                    |                                                                                             |
| John Gillman / Homelander             | Antony Starr            |                   | 1.01–            |                                                    | Norman Matt                                                                                 |
| Maggie Shaw / Queen Maeve             | Dominique McElligott    |                   | 1.01–3.08        |                                                    | Marie Bierstedt                                                                             |
| Reggie Franklin / A-Train             | Jessie Usher            |                   | 1.01–            |                                                    | Ozan Ünal                                                                                   |
| Kevin Moskowitz / The Deep            | Chace Crawford          |                   | 1.01–            |                                                    | Arne Stephan                                                                                |
| Earving / Black Noir                  | Nathan Mitchell         |                   | 1.01–3.08        |                                                    | stumm                                                                                       |
| Earving / Black Noir                  | Fritzy-Klevans Destine  |                   |                  | 3.03, 3.07                                         | Timo Weisschnur                                                                             |
| Klara Risinger / Stormfront / Liberty | Aya Cash                |                   | 2.01–2.08        | 3.01–3.02                                          | Anja Stadlober                                                                              |
| Black Noir II                         | Nathan Mitchell         |                   | 4.01–            |                                                    | Vincent Fallow                                                                              |
| Misty Tucker Gray / Firecracker       | Valorie Curry           |                   | 4.01–            |                                                    | Nicole Hannak                                                                               |
| Jessica Bradley / Sister Sage         | Susan Heyward           |                   | 4.01–            |                                                    | Elisa Bannat                                                                                |
| Translucent                           | Alex Hassell            |                   |                  | 1.01–1.02, 1.07                                    | Alexander Doering                                                                           |
| Lamplighter                           | Shawn Ashmore           |                   |                  | 2.05–2.07                                          | Jannik Endemann                                                                             |
| Alex / Supersonic                     | Miles Gaston Villanueva |                   |                  | 3.01–3.04                                          | Jeremias Koschorz                                                                           |
| Vought                                |                         |                   |                  |                                                    |                                                                                             |
| Madelyn Stillwell                     | Elisabeth Shue          |                   | 1.01–1.08        | 2.04                                               | Maud Ackermann                                                                              |
| Ashley Barrett                        | Colby Minifie           |                   | 2.01–            | 1.01–1.03, 1.05–1.06                               | Mia Diekow                                                                                  |
| Seth Reed                             | Malcolm Barrett         |                   |                  | 1.03–1.04, 1.06, 2.05, 3.02–3.03, 4.02             | Kevin Kraus                                                                                 |
| Evan Lambert                          | David Reale             |                   |                  | 1.03–1.04, 2.05, 4.02, 4.08                        | Rainer Fritzsche                                                                            |
| Jonah Vogelbaum                       | John Doman              | John Doman        |                  | 1.06–1.07, 2.07                                    | Eberhard Haar (Staffel 1) Axel Lutter (Staffel 2)                                           |
| Stan Edgar                            | Giancarlo Esposito      |                   |                  | 1.08–2.01, 2.03, 2.05, 2.08–3.02, 3.04, 3.07, 4.05 | Torsten Michaelis                                                                           |
| Stan Edgar                            | Justiin Davis           |                   |                  | 3.03                                               | Julian Tennstedt                                                                            |
| Adam Bourke                           | P.J. Byrne              |                   |                  | 2.03, 2.05, 3.01, 4.02, 4.05                       | Marius Clarén                                                                               |
| Cameron Coleman                       | Matthew Edison          |                   |                  | 3.01, 3.04–3.05, 3.07–4.05                         | Robert Levin                                                                                |
| Auch Ashley                           | Sabrina Saudin          |                   |                  | 3.02–3.05, 3.07–3.08, 4.02, 4.08                   | Rieke Werner                                                                                |
| „The Legend“                          | Paul Reiser             |                   |                  | 3.05, 3.07                                         | Axel Lutter                                                                                 |
| Andere Superhelden (Supes)            |                         |                   |                  |                                                    |                                                                                             |
| Ben / Soldier Boy                     | Jensen Ackles           |                   | 3.02–3.08, 5.01– | 4.08                                               | Martin Kautz                                                                                |
| Ezekiel                               | Shaun Benson            |                   |                  | 1.01–1.02, 1.04–1.05, 4.04                         | Florian Halm                                                                                |
| Shockwave                             | Mishka Thébaud          |                   |                  | 1.02–1.03, 1.06, 2.04, 2.07                        | Paul Matzke                                                                                 |
| Doppelgänger                          | Dan Darin-Zanco         |                   |                  | 1.02, 2.04                                         |                                                                                             |
| Gunpowder                             | Joel Gagne              |                   |                  | 1.02                                               | Patrick Giese                                                                               |
| Gunpowder                             | Sean Patrick Flanery    |                   |                  | 3.02                                               | Thomas Wenke                                                                                |
| Gunpowder                             | Gattlin Griffith        |                   |                  | 3.03, 3.07–3.08                                    | Fabian Kluckert                                                                             |
| Charlotte / Popclaw                   | Brittany Allen          | Brittany Allen    |                  | 1.03–1.05                                          | Julia Kaufmann                                                                              |
| Mesmer                                | Haley Joel Osment       |                   |                  | 1.06–1.07                                          | Benjamin Krause                                                                             |
| Eagle the Archer                      | Langston Kerman         |                   |                  | 2.01–2.03, 2.07                                    | Tobias Müller                                                                               |
| Gecko                                 | David Thompson          |                   |                  | 2.01–2.02                                          | Fabian Oscar Wien                                                                           |
| Termite                               | Brett Geddes            |                   |                  | 3.01, 3.06                                         | Marcel Collé                                                                                |
| Crimson Countess                      | Laurie Holden           |                   |                  | 3.02–3.03, 3.05, 3.07–3.08                         | Christin Marquitan                                                                          |
| Blue Hawk                             | Nick Wechsler           |                   |                  | 3.03, 3.05–3.06                                    | Jesco Wirthgen                                                                              |
| Tessa TNT                             | Kristin Booth           |                   |                  | 3.03, 3.06–3.08                                    | Dana Friedrich                                                                              |
| Tommy TNT                             | Jack Doolan             |                   |                  | 3.03, 3.06–3.08                                    | Tobias Nath                                                                                 |
| Mindstorm                             | Ryan Blakely            |                   |                  | 3.03, 3.07–3.08                                    | Stefan Krause                                                                               |
| Robert Vernon / Tek Knight            | Derek Wilson            |                   |                  | 4.05–4.06                                          | Jaron Löwenberg                                                                             |
| Cate Dunlap                           | Maddie Phillips         |                   |                  | 4.05, 4.08                                         | Leonie Landa                                                                                |
| Sam Riordan                           | Asa Germann             |                   |                  | 4.05, 4.08                                         | Marco Eßer                                                                                  |
| Andere Figuren                        |                         |                   |                  |                                                    |                                                                                             |
| Victoria Neuman / Nadia Khayat        | Claudia Doumit          |                   | 3.01–4.08        | 2.01, 2.03, 2.05, 2.07–2.08                        | Jacqueline Belle                                                                            |
| Ryan Butcher                          | Parker Corno            |                   |                  | 1.08                                               | Moritz Hecke                                                                                |
| Ryan Butcher                          | Cameron Crovetti        |                   | 4.01–            | 2.01–2.03, 2.07–3.03, 3.08                         | Ludwig Ott (Staffel 2–3) William Alexander (Staffel 4)                                      |
| Joe Kessler                           | Jeffrey Dean Morgan     |                   | 4.01–            |                                                    | Charles Rettinghaus                                                                         |
| Donna January                         | Ann Cusack              |                   |                  | 1.01, 1.05, 1.08, 2.05, 2.07–2.08, 3.03, 4.07      | Silke Matthias                                                                              |
| Hugh Campbell Sr.                     | Simon Pegg              |                   |                  | 1.01–1.03, 1.07, 3.01, 4.01–4.02, 4.04–4.05        | Simon Jäger                                                                                 |
| Robin Ward                            | Jess Salgueiro          |                   |                  | 1.01, 1.05–1.06                                    | Lydia Morgenstern                                                                           |
| Senator Calhoun                       | David Andrews           |                   |                  | 1.02–1.03, 4.06, 4.08                              | Joachim Tennstedt                                                                           |
| Cherie Sinclair                       | Jordana Lajoie          |                   |                  | 1.02, 1.04–1.05, 2.01, 2.04–2.06, 3.03, 3.06, 4.02 | Runa Aléon                                                                                  |
| Susan Raynor                          | Jennifer Esposito       |                   |                  | 1.02, 1.04, 1.06–2.01                              | Victoria Sturm                                                                              |
| Nathan Franklin                       | Christian Keyes         |                   |                  | 1.03, 1.06–1.08, 3.05, 4.02                        | Tobias Schmidt                                                                              |
| Becca Butcher                         | Shantel VanSanten       | Shantel VanSanten |                  | 1.04, 1.07–2.04, 2.07–2.08, 4.01, 4.04, 4.06       | Andrea Cleven                                                                               |
| Elena                                 | Nicola Correia-Damude   |                   |                  | 1.05–1.06, 2.02–2.03, 2.05–2.07, 3.08              | Maria Koschny                                                                               |
| Janine                                | Nalini Ingrita          |                   |                  | 1.07                                               |                                                                                             |
| Janine                                | Frances Turner          |                   |                  | 2.08–3.02, 3.05, 3.07–3.08, 4.05                   | Aurelia van Cauwelaert                                                                      |
| Monique                               | Alvina August           |                   |                  | 1.07                                               | Janina Isabell Batoly                                                                       |
| Monique                               | Frances Turner          |                   |                  | 3.01–3.02, 3.07, 4.01, 4.05, 4.07                  | Janina Isabell Batoly                                                                       |
| Robert Singer                         | Jim Beaver              |                   |                  | 1.08–2.01, 2.08–3.01, 3.07–4.01, 4.03–4.04, 4.08   | Lutz Schnell                                                                                |
| Carol Mannheim                        | Jessica Hecht           |                   |                  | 2.01–2.04, 2.07                                    | Sabine Falkenberg                                                                           |
| Kenji Miyashiro                       | Abraham Lim             |                   |                  | 2.01–2.04                                          | Nico Sablik                                                                                 |
| Cassandra Schwartz                    | Katy Breier             |                   |                  | 2.04–2.05, 2.07, 3.01, 3.03–3.08                   | Anni C. Salander                                                                            |
| Alistair Adana                        | Goran Višnjić           |                   |                  | 2.05–2.08                                          | Matthias Klie                                                                               |
| Love Sausage                          | Andrew Jackson          |                   |                  | 2.06                                               |                                                                                             |
| Love Sausage                          | Derek Johns             |                   |                  | 3.06, 4.08                                         | Johannes Raspe                                                                              |
| Cindy                                 | Ess Hödlmoser           |                   |                  | 2.06, 4.08                                         | Ana Purwa                                                                                   |
| Todd                                  | Matthew Gorman          |                   |                  | 3.01–3.02, 3.05, 3.07–4.01                         | Roland Wolf                                                                                 |
| Lenny Butcher                         | Jack Fulton             |                   |                  | 3.02, 3.05, 3.07                                   | Carlos Fanselow                                                                             |
| Lenny Butcher                         | Bruno Rudolf            |                   |                  | 3.07                                               |                                                                                             |
| Zoe Neuman                            | Olivia Morandin         |                   |                  | 3.02, 3.04, 4.01, 4.03, 4.08                       | Alma van Cauwelaert                                                                         |
| Nina „Little Nina“ Namenko            | Katia Winter            |                   |                  | 3.03–3.06, 4.03                                    | Katharina Spiering                                                                          |
| Yevgenny                              | Tyler Williams          |                   |                  | 3.03–3.06                                          | Matthias Scherwenikas                                                                       |
| Daphne Campbell                       | Rosemarie DeWitt        |                   |                  | 4.01–4.06                                          | Vera Teltz                                                                                  |
| Colin Hauser                          | Elliot Knight           |                   |                  | 4.01–4.04                                          | Michael Ernst                                                                               |
| Ambrosius                             | Tilda Swinton (Stimme)  |                   |                  | 4.01, 4.03, 4.07                                   | Traudel Haas                                                                                |
| Sameer Shah                           | Omid Abtahi             |                   |                  | 4.05–4.07                                          | Bastian Sierich                                                                             |

## Episodenliste
| Staffel | Episodenanzahl | Erstveröffentlichung USA | Erstveröffentlichung USA | Deutschsprachige Erstveröffentlichung | Deutschsprachige Erstveröffentlichung |
| Staffel | Episodenanzahl | Staffelpremiere          | Staffelfinale            | Staffelpremiere                       | Staffelfinale                         |
| ------- | -------------- | ------------------------ | ------------------------ | ------------------------------------- | ------------------------------------- |
| 1       | 8              | 25. Juli 2019            | 25. Juli 2019            | 26. Juli 2019                         | 26. Juli 2019                         |
| 2       | 8              | 3. September 2020        | 8. Oktober 2020          | 4. September 2020                     | 9. Oktober 2020                       |
| 3       | 8              | 2. Juni 2022             | 7. Juli 2022             | 3. Juni 2022                          | 8. Juli 2022                          |
| 4       | 8              | 13. Juni 2024            | 18. Juli 2024            | 13. Juni 2024                         | 18. Juli 2024                         |

## Rezeption
Die Kritiken zu The Boys fielen überwiegend positiv aus. So hält die erste Staffel bei Rotten Tomatoes eine Aggregat-Wertung von 84 %, bei insgesamt 101 Kritiken. Amazon gab bekannt, dass The Boys bereits nach zwei Wochen die meistgesehene Serie des Jahres auf Prime Video ist. Andreas Borcholte vom Spiegel nannte The Boys einen „Glücksfall“ für Amazon. Die Prämisse ähnle der Comicreihe Watchmen, allerdings mit Fokus auf die Gruppe, die gegen die Verbrechen der Superhelden vorgehen will. Die Serie sei voller überraschend derber Sprüche und immer wieder explodierender Gewalt. Was der Serie an Sex fehle, werde von den Darstellern Quaid und Moriarty mit einer „entwaffnenden Herzigkeit“ aufgefangen.
Nicky Wong von TV Spielfilm merkt an, dass es in der Serie „brutal zugehe“, für ihn „fast schon zu brutal“. Allerdings sieht er in den „Splatter- und Gorelementen“ eine „Unterstreichung des Comiccharakters“. Kristina Kielblock von kino.de schreibt, The Boys könne die „Sichtweise auf Superhelden möglicherweise nachhaltig verändern“.

„Unterhaltung, Satire, Gesellschaftskritik. Die Anti-Superhelden-Serie ‚The Boys‘ hat alle Zutaten, um ein großer Erfolg zu werden. […] Denn die Zivilisationswut hat sich Bahn gebrochen: In Form der intelligent-zynischen, aber zuweilen hochkomischen Amazon-Prime-Serie ‚The Boys‘. Das Szenario ist so schlicht wie genial: Superhelden gibt es wirklich, sie sind Weltstars, haben eigene Marken, Filme, Produkte, sind auf Instagram. Und sie sind zutiefst korrupt, narzisstisch, heuchlerisch. Man sieht sie strahlend bei öffentlichen Auftritten und gierig bei der internen Verhandlung von Erlösanteilen. (…) Es sind bitterböse gezeichnete Parodien echter Helden.“

„Was, wenn Superhelden ihre Macht missbrauchen? Dieser Frage widmet sich die Serie ‚The Boys‘. Der Achtteiler von Prime Video legt seinen Fokus auf die großen Gesellschaftsthemen unserer Zeit. Unbedingt ansehen! (…) Die achtteilige Serie beleuchtet die Schattenseiten des Superheldentums und übt gleichzeitig Kritik an der kultischen Verehrung von Celebrities und der internationalen Vermarktung von berühmten Personen. Die Produzenten Eric Kripke, Evan Goldberg und Seth Rogen haben es sich zur Aufgabe gemacht, die großen Gesellschaftsthemen der letzten Jahre in einen Topf zu werfen. Und das Vorhaben ist gelungen, so viel kann man schon mal verraten. (…) Der Konzern (Vought) monetarisiert jeden Schachzug der kostümierten Helden und natürlich vertuscht er auch Entgleisungen sowie folgenschwere Kollateralschäden, bei denen Unschuldige zu Tode kommen.“

Auch die zweite und dritte Staffel erhielten viele positive Kritiken; beide halten bei Rotten Tomatoes eine Aggregat-Wertung von 97 %.

## Auszeichnungen
Critics’ Choice Super Awards 2021
- Auszeichnung als Beste Superheldenserie
- Auszeichnung als Bester Schauspieler in einer Superheldenserie (Antony Starr)
- Auszeichnung als Beste Schauspielerin in einer Superheldenserie (Aya Cash)
- Auszeichnung als Bester Bösewicht in einer Serie (Antony Starr)
- Nominierung als Bester Schauspieler in einer Superheldenserie (Karl Urban)[31][32]

Deutscher Synchronpreis 2020
- Auszeichnung in der Kategorie Beste Dramaserie

Golden Reel Awards 2021
- Nominierung für den Besten Tonschnitt einer Fernsehserie bei der Musik (Folge „Es gibt nichts Vergleichbares auf der Welt“)[33]

MTV Movie & TV Awards 2021
- Nominierung als Beste Fernsehserie
- Nominierung als Bester Held (Jack Quaid)
- Nominierung als Beste Schurkin (Aya Cash)
- Nominierung für den Besten Kampf (Erin Moriarty, Dominique McElligott und Karen Fukuhara gegen Aya Cash)[34]

Primetime-Emmy-Verleihung 2021
- Nominierung als Beste Dramaserie
- Nominierung für das Beste Drehbuch einer Dramaserie (Rebecca Sonnenshine, Folge Was ich weiß)
- Nominierung für das Beste Lied („Never Truly Vanish“ – Christopher Lennertz & Michael Saltzman)
- Nominierung für den Besten Tonschnitt einer Comedy- oder Dramaserie (Alexandra Fehrman, Rich Weingart & Thomas Hayek, Folge Was ich weiß)
- Nominierung für die Besten visuellen Effekte (u. a. Stephan Fleet)[35]

Satellite Awards 2020
- Nominierung als Beste Fernsehserie – Komödie oder Musical

Saturn-Award-Verleihung 2021
- Nominierung als Beste Superheldenserie
- Nominierung als Bester TV-Nachwuchsschauspieler (Erin Moriarty)

Screen Actors Guild Awards 2021
- Nominierung für das Beste Stuntensemble in einer Fernsehserie[36]

Writers Guild Awards 2021
- Nominierung als Beste Dramaserie[37]

## Spin-offs
Zwischen Staffel zwei und drei der Serie erschien die Zeichentrickserie The Boys Presents: Diabolical. Die 8-teilige Staffel ist als Anthologie-Serie konzipiert, bei der jede Folge eine eigene Geschichte behandelt. Die Folgen sechs bis acht des Cartoons sind zudem kanonisch zum Universum der Realserie, während Folge drei im Universum der Comics spielt.
Nach dem Auftakt der zweiten Staffel von The Boys, die zur meistgesehenen Veröffentlichung eines Amazon Originals wurde, wurde seitens Amazon eine Spin-off-Serie namens Gen V in Auftrag gegeben, bei der Craig Rosenberg als Showrunner fungiert. Die Serie spielt an der Godolkin University, eine Universität für Superhelden innerhalb der Welt von The Boys. Die erste Staffel der Serie wurde vom 29. September bis 4. November 2023 auf Prime Video ausgestrahlt und ist vor Staffel 4 angesiedelt. Im Oktober 2023 wurde die Serie um eine zweite Staffel verlängert, die 2025 erscheinen soll.
Daneben arbeitet Drehbuchautor Gareth Dunnet-Alcocer an einer weiteren Spin-off-Serie mit dem Titel The Boys: Mexico, zu deren Besetzung Diego Luna und Gael García Bernal zählen sollen.
Auf der San Diego Comic-Con 2024 wurde eine weitere Spin-off-Serie mit dem Titel Vought Rising angekündigt. Die Mystery-Serie soll sich um die Anfänge von Vought in den 1950ern drehen. Paul Grellong soll als Showrunner fungieren, zur Besetzung zählen Jensen Ackles und Aya Cash in ihren Rollen als Soldier Boy und Stormfront (bzw. Clara Vought).